# Frog Creek (Wisconsin)
Frog Creek es un pueblo ubicado en el condado de Washburn en el estado estadounidense de Wisconsin. En el Censo de 2010 tenía una población de 130 habitantes y una densidad poblacional de 0,7 personas por km².

## Geografía
Frog Creek se encuentra ubicado en las coordenadas 46°5′56″N 91°39′34″O / 46.09889, -91.65944. Según la Oficina del Censo de los Estados Unidos, Frog Creek tiene una superficie total de 185.32 km², de la cual 182.51 km² corresponden a tierra firme y (1.52%) 2.81 km² es agua.

## Demografía
Según el censo de 2010, había 130 personas residiendo en Frog Creek. La densidad de población era de 0,7 hab./km². De los 130 habitantes, Frog Creek estaba compuesto por el 97.69% blancos, el 0.77% eran afroamericanos, el 0% eran amerindios, el 0% eran asiáticos, el 0% eran isleños del Pacífico, el 0% eran de otras razas y el 1.54% pertenecían a dos o más razas. Del total de la población el 0% eran hispanos o latinos de cualquier raza.